# Pseudohydromys
Pseudohydromys es un género de roedores de la familia de los múridos, endémico de Papúa Nueva Guinea.

## Especies
Este género contiene las siguientes especies:
- Pseudohydromys berniceae
- Pseudohydromys carlae
- Pseudohydromys eleanorae
- Pseudohydromys ellermani
- Pseudohydromys fuscus
- Pseudohydromys germani
- Pseudohydromys murinus
- Pseudohydromys musseri
- Pseudohydromys occidentalis
- Pseudohydromys patriciae
- Pseudohydromys pumehanae
- Pseudohydromys sandrae